# Olímpico Pirambu FC
Olímpico Pirambu FC is een Braziliaanse voetbalclub uit Pirambu in de staat Sergipe.

## Geschiedenis
De club werd opgericht in 1931 als  Siqueira Campos FC in de stad Aracaju. In 1939 werd de naam gewijzigd in Olímpico FC. In 1946 en 1947 werd de club staatskampioen. Door financiële problemen verhuisde het team in 1996 naar de stad Itabi en het jaar erop naar Carmópolis en Lagarto. In 2005 vestigde de club zich in Pirambu en veranderde de naam naar Olímpico Pirambu FC. Datzelfde jaar werd de club kampioen in de Série A2 en promoveerde zo terug naar de hoogste klasse. Hier werd de club in 2006 kampioen. De club plaatste zich zo voor de Série C en werd daar in de eerste groepsfase uitgeschakeld. De club nam in 2007 ook deel aan de Copa do Brasil en werd er door SC Corinthians Paulista uitgeschakeld.

## Erelijst
Campeonato Sergipano
1946, 1947, 2006